# Miłość bez końca (film 2006)
Miłość bez końca (ang. Griffin and Phoenix) – amerykański film z 2006 roku w reżyserii Eda Stone.

## Treść
Henry Gryffin dowiaduje się, że ma nowotwór klatki piersiowej i że zostało mu tylko parę miesięcy życia. Postanawia jak najlepiej wykorzystać ten czas. Wkrótce poznaje piękną Sarę Phoenix, w której zakochuje się ze wzajemnością. Po jakimś czasie wychodzi na jaw, że Sara także cierpi na nowotwór.

## Obsada
- Dermot Mulroney – Henry Gryffin
- Amanda Peet – Sarah Phoenix
- Sarah Paulson - Peri
- Blair Brown - Eve
- Alison Elliott - Terry
- Lois Smith - Dr Imberman
- Jonah Meyerson - Kirk
- Max Morris - Andrew